# Habo
Habo – miejscowość (tätort) w Szwecji, w regionie administracyjnym (län) Jönköping, w gminie Habo.
Według danych Szwedzkiego Urzędu Statystycznego liczba ludności wyniosła: 7740 (31 grudnia 2015), 8373 (31 grudnia 2018) i 8455 (31 grudnia 2019).